# Gustav Thomassen
Gustav Emil Thomassen, född 16 februari 1862 i Bergen, död 6 maj 1929 i Oslo, var en norsk skådespelare och teaterregissör.
Thomassen spelade amatörteater under skoltiden. Han gjorde professionell debut 1881 vid Den Nationale Scene som klockare Link i Johan Ludvig Heibergs Ja. De följande åren verkade han där som skådespelare, regissör, inspicient och kassör. Han gjorde sig bemärkt i karaktärsroller och beundrades av kolleger och teaterkännare. Han blev dock ofta missuppfattad och underkänd av publiken. År 1895 var han teaterns chef under några månader.
Åren 1900–1905 var han fast chef för Den Nationale Scene. Åren 1905–1929 verkade han vid Nationaltheatret, 1916–1923 som regissör. Han är där ihågkommen för titelrollen i Hans Wiers-Jenssens Jan Herwitz samt för regin av flera Ludvig Holberg-komedier. Han avslutade karriären 1929.
Thomassen var son till sadelmakare Osmund Thomassen (1816–1892) och Caroline Olava Thomine Eckhoff (1828–1871). Han var från 1886 gift med Anna Magdalena Sarheim (1860–1908).